# Domenico Viglione-Borghese
Domenico Viglione Borghese (Mondovì (Piemont), 13 de juliol, 1877 - Milà (Llombardia), 26 d'octubre, 1957), va ser un baríton i actor operístic italià.

## Joventut
Domenico va abandonar els estudis de medicina per dedicar-se a l'estudi del cant, primer a Milà i després amb Luigi Leonesi al Conservatori Rossini de Pesaro, on va ser admès el 1896. Va debutar el 1899 al Teatre Verdi de Lodi com a Herald de Lohengrin. Tot i que va continuar treballant en petits teatres provincials, aviat va abandonar l'òpera, dient que no li importaven "l'ambient i les intrigues".

## Amèrica
Poc després va emigrar a Amèrica per unir-se a la febre de l'or del Klondike, però no hi va tenir èxit. Després d'uns tres anys, es va traslladar a San Francisco, on va treballar com a rentador d'ampolles, cambrer, com a mariner al ferrocarril i als molls. Un directori de San Francisco de 1904 mostra que resideix al número 700 de Broadway al barri xinès de San Francisco. Va continuar prenent lliçons i cantant aquí i allà i per un cop de fortuna va ser escoltat per Enrico Caruso, qui va recomanar a l'empresari Scognamiglio que contractés Viglione Borghese en el seu grup d'òpera itinerant, la "prima donna" de la qual era Luisa Tetrazzini. Va cantar en la seva gira de 1906-1906 per Mèxic, el Carib i Amèrica del Sud i, gràcies als seus èxits durant aquestes actuacions, va poder tornar a Itàlia a finals de 1906 per seguir una carrera operística una vegada més.

## Carrera operística
El seu principal debut escènic va ser com Amonasro en una producció dAïda de 1907 al Teatre Regio de Parma. La potència i la mida de la seva veu van fer sensació, i aviat va anar alternant Amonasro amb Marcello a La bohème i Gerard a Andrea Chénier. Sobre l'impacte de Viglione Borghese en l'escena de l'òpera italiana, Edgar Herbert-Caesari va dir:
| « | "Parlant de barítons, va ser l'any 1908 a Roma que vaig escoltar per primera vegada, en Aida, la veu de baríton més gran de tots els temps: Viglione Borghese. (Els seus registres són imitacions molt pobres i no donen cap pista de l'opulència d'aquella veu colossal.)[…] Quan va sortir com el pare Amonasro a Aida l'any 1909 a Roma va mirar un quadre. Encara el puc veure amb l'ull de la ment. Un nas aquilí, ulls grans, cos musculós, amb una banda de llautó al voltant de la seva perruca negra i dues banyes curtes que sobresurten a banda i banda del cap, i només una pell de lleopard, real, que li cobreix el pit i els lloms. Quan va arribar al Rei preguntant-li: "Dunque tu sei?" (Qui ets?) va respondre amb "Suo padre" (El seu pare). Doncs aquell AH en padre, cantat en D natural, quarta línia, va ser alguna cosa. Mai, repeteixi *mai* he sentit un so més gran i millor, també d'autèntica bellesa, que el que va sortir de la gola de Borghese. Va inundar literalment el teatre de l'òpera. Tot el públic es va aixecar com un sol home per aplaudir i aplaudir. Fins i tot els 120 membres de l'orquestra i el director es van sumar a l'entusiasme. Va aturar l'espectacle una estona. Borghese es va limitar a fer una reverència i va fer una senyal perquè l'orquestra continués. Aquella D natural realment estupenda no va ser el producte de l'empenta del ventre (passe als diafragmàtics). Quan es tractava del duet del Nil amb Aida, a la frase "Non sei mia figlia" (Ja no ets la meva filla) aquells bemolls eren colossals i una cosa a pensar. El poder i l'espontaneïtat de tot plegat. Hauries d'haver sentit els aplaudiments! Aleshores, jo també era corresponsal del Musical Times i de tres diaris nord-americans i recordo haver escrit sobre Viglione Borghese que "en faria tres de Titto Ruffo"! Això no va ser una exageració. Sembla increïble que aquest poder, poder *líquid*, pugui venir d'una gola humana, coberta amb un to bonic, aparentment sense esforç." | » |

—  Edgar F. Herbert-Caesari, 1969, La veritat vocal: algunes de les coses que ensenyo.
El 1910 Viglione Borghese havia arribat a La Scala, on va debutar com Nelusko a L'africaine i més tard va crear el paper de Guarca a Rhea de Spirídon Samaras. Després d'això, la seva carrera internacional es va accelerar; va començar a cantar a moltes de les grans cases europees i es va convertir en el favorit de la casa al Teatre Colón de Buenos Aires.
El 1911, va crear el paper del xèrif Jack Rance a l'estrena italiana de La fanciulla del West de Puccini. Aquest va ser el paper de cavall de batalla de Viglione Borghese durant la resta de la seva carrera. Hi va tenir tant èxit que el mateix Puccini es va referir a ell com "il mio sceriffo".
El 1912 es va casar amb Claudia Nappi, filla del crític musical milanès de La Perseveranza. El 1917, a Roma, va aparèixer a l'estrena mundial de Gismonda de Renzo Bianchi al costat d'Ida Quaiatti i Edoardo Garbin.
Va continuar cantant fins als 64 anys, i es va retirar el 1940 amb uns 70 papers al seu repertori, format principalment per Verdi i la literatura verista. Va viure a Milà, on va ensenyar veu fins que va morir el 1957.

## Enregistraments
Els enregistraments publicats de Viglione Borghese van ser per a Fonotipia Records des de 1909 fins a 1910 i per a Polydor Records al voltant de 1924. Només fa poc es va descobrir que va fer dos enregistraments de discos inèdits Edison Records a Londres el 1911. Marston Records els va publicar als seus dos volums de "The Edison Legacy Archives": The Edison Records.

## Actor

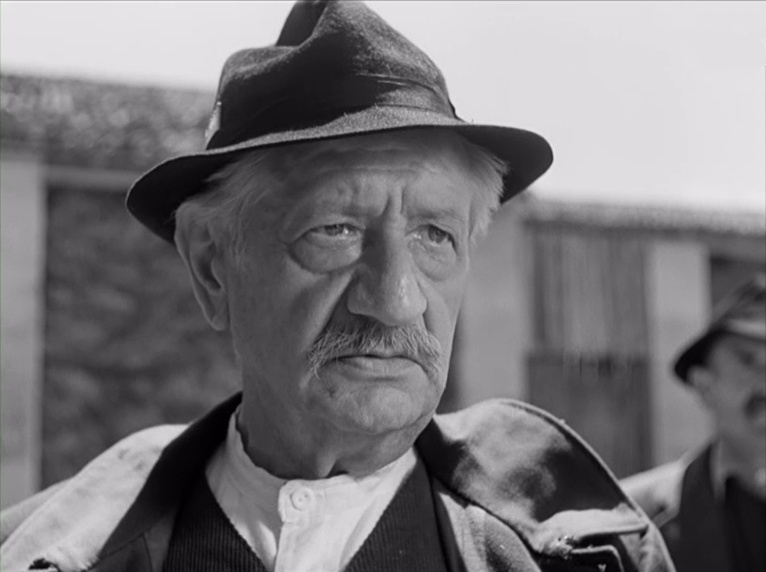
Domenico Viglione-Borghese a la pel·lícula Il mulino del Po (1949)

Viglione Borghese, convençut per Mario Soldati per provar la seva actuació en pel·lícules, va debutar en un petit paper al Piccolo mondo antico d'aquest director el 1941. Durant els següents onze anys, Viglione Borghese va assumir papers de personatges modests similars en altres vint pel·lícules.

## Filmografia
- Piccolo mondo antico
- L'amore canta
- Fedora (1942)
- The Son of the Red Corsair (1943)
- Giacomo the Idealist (1943)
- Plantilla:Interlanguage link multi
- L'amico delle donne
- La primadonna
- Piruetas juveniles
- L'abito nero da sposa
- Il ventesimo duca
- Genoveffa di Brabante
- Manù il contrabbandiere
- L'ultima cena
- Giudicatemi!
- The Mill on the Po (1949)
- Heaven Over the Marshes (1949)
- Hand of Death (1949)
- The Mistress of Treves (1952)
- Ho sognato il paradiso
- Il Diavolo in convento
- Mistress of Treves